# Hanafi
Hanafi är den största av de fyra sunnitiska rättskolorna (madhhaber) inom islam och omfattar två tredjedelar av världens muslimer.
Lagskolan sammanställdes av Abu Hanifa Nu'man bin Thabit. Inga av hans skrifter finns kvar, men juridiska verk av två av hans mest framträdande elever, Abu Yusuf och Hasan al-Shaybani, finns fortfarande att läsa. 
Hannafi är en av de åtta rättsskolor vars giltighet erkänns i Ammanbudskapet.
Hanafiskolan styr både privaträttsliga och religiösa förhållanden för muslimer på Balkan, i Kaukasus, deler av Afghanistan och stora deler av Pakistan, Indien, de centralasiatiska republikerna och i Kina. En viktig orsak till skolans stora utbredning var dess status som abbasidkalifatets lagskola (före 1258) och senare som Ottomanska rikets officiella lagskola. I Turkiet som officiellt följer sekulär lag är skolans förordningar begränsade till rituella frågor, till exempel reglerna för bönen.

## Regler för tolkning av Koranen och traditionerna
I Hanafi fokuseras mer på de rationella system som den mänskliga logiken kan forma. Eftersom Hanifa inte betraktas som den enda grundaren av rättskolan är inte heller enbart hans metod gällande för hanafiter. Även Abu Yusuf och Shaybani har stor auktoritet när det gäller att nå rätt svar. Hanafi använder sig av ra'y, i form av istihsan, vilket innebär att tolkningar som inte följer qiyas, (en form av etablerade regler för tolkning genom analogislut), men som är för det bästa, kan användas. Exempelvis ska tjuvar enligt en qiyas-tolkning få sin hand avhuggen, oavsett omständigheterna. Om någon stjäl på grund av omständigheter som svält kan handavhuggning tyckas orimligt och inte förenligt med det allmänna bästa, men med hjälp av istishan kan regeln undvikas och straffet bli mildare, då detta straff kan tolkas som inte vara det bästa i situationen. 